# Кохановка (Винницкая область)
Кохановка (укр. Коханівка) — село в Липовецком районе Винницкой области Украины.

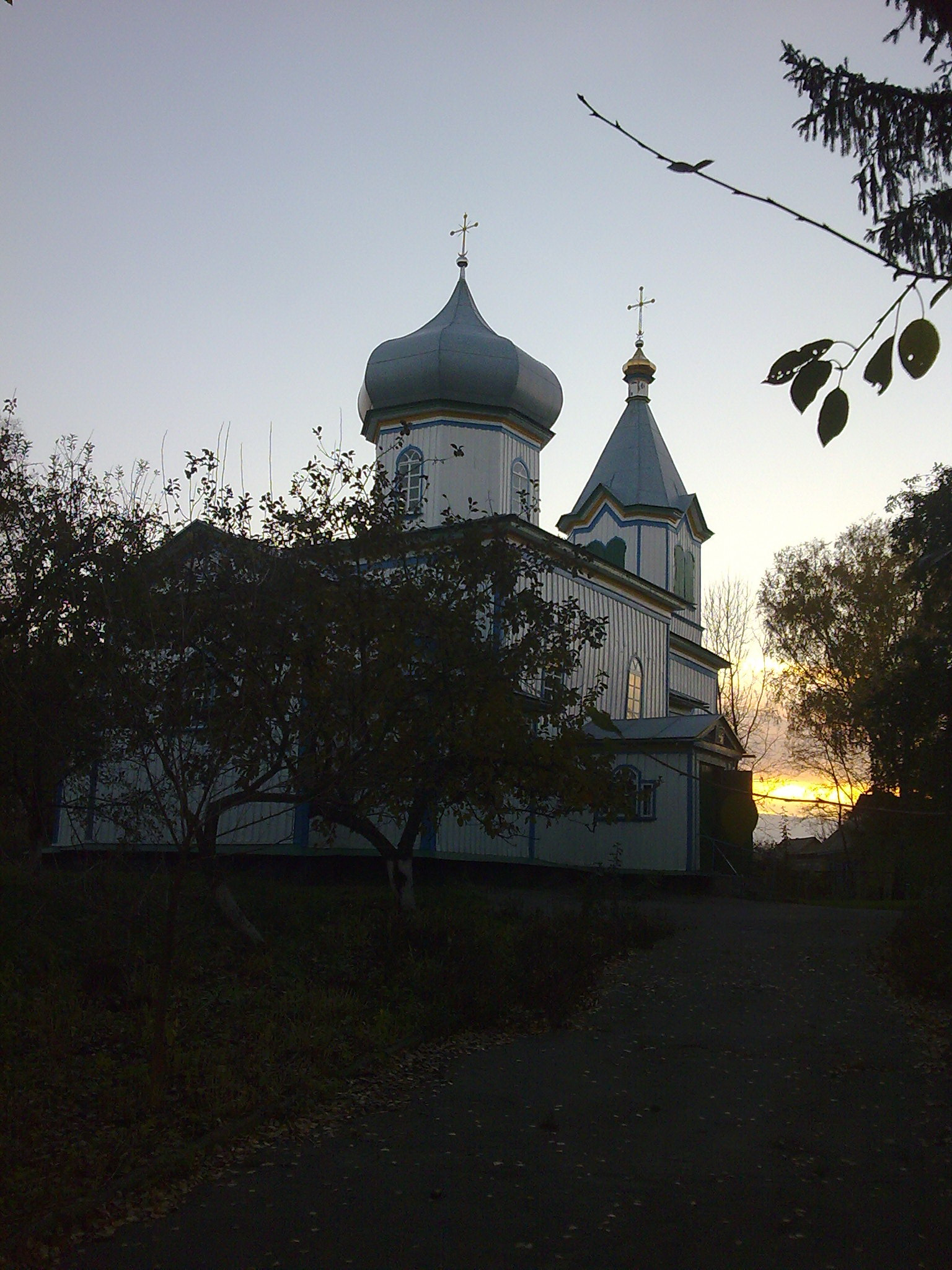
Церковь в селе

Код КОАТУУ — 0522282603. Население по переписи 2001 года составляет 445 человек. Почтовый индекс — 22530. Телефонный код — 4358.
Занимает площадь 2,309 км².
В селе есть церковь Успения. Была построена в 1742 г. Новая церковь построена в 1867 г.

## Адрес местного совета
22530, Винницкая область, Липовецкий р-н, с. Козинцы, ул. Победы, 33